# Étival, Jura
Étival (sometimes referred to as Étival-Les Ronchaux) là một xã của tỉnh Jura, thuộc vùng Bourgogne-Franche-Comté, miền đông nước Pháp.